# Ster ZLM Toer 2017
De Ster ZLM Toer 2017 vond plaats van 14 tot en met 18 juni 2017. De start was in het Zeeuwse Westkapelle en de finish in het Brabantse Oss. De ronde maakte deel uit van de UCI Europe Tour 2017 in de categorie 2.1.

## Deelnemende ploegen
| WorldTour              | ProContinentaal              | Continentaal                      |
| ---------------------- | ---------------------------- | --------------------------------- |
| Team LottoNL-Jumbo     | Roompot-Nederlandse Loterij  | Destil-Jo Piels Cycling Team      |
| Quick-Step             | WB Veranclassic-Aqua Protect | Metec-TKH Continental Cyclingteam |
| Lotto Soudal           | Wanty-Groupe Gobert          | Baby Dump Cyclingteam             |
| Team Katjoesja Alpecin | Veranda's Willems-Crelan     | Monkey Town Continental Team      |
| Team Sunweb            | Sport Vlaanderen-Baloise     | Telenet-Fidea Lions               |
|                        | Cofidis                      |                                   |

## Etappe-overzicht
| etappe    | datum   | start       | finish      | type       | afstand  |
| --------- | ------- | ----------- | ----------- | ---------- | -------- |
| 1e etappe | 14 juni | Westkapelle | Westkapelle | Proloog    | 7,5 km   |
| 2e etappe | 15 juni | Tholen      | Hoogerheide | Vlakke rit | 186,8 km |
| 3e etappe | 16 juni | Buchten     | Buchten     | Heuvelrit  | 210 km   |
| 4e etappe | 17 juni | Verviers    | La Gileppe  | Heuvelrit  | 186 km   |
| 5e etappe | 18 juni | Oss         | Oss         | Vlakke rit | 180,9 km |

## Klassementenverloop
| Etappe      | Winnaar           | Algemeen klassement | Puntenklassement  | Sprintklassement | Bergklassement  | Ploegenklassement |
| 1           | Primož Roglič     | Primož Roglič       | Primož Roglič     | niet uitgereikt  | niet uitgereikt | Quick-Step        |
| 2           | Dylan Groenewegen | Primož Roglič       | Primož Roglič     | Rick Ottema      | niet uitgereikt | Quick-Step        |
| 3           | Dylan Groenewegen | Primož Roglič       | Dylan Groenewegen | Joey van Rhee    | Piet Allegaert  | Quick-Step        |
| 4           | José Gonçalves    | José Gonçalves      | Dylan Groenewegen | Joey van Rhee    | Daan Soete      | Quick-Step        |
| 5           | Marcel Kittel     | José Gonçalves      | Dylan Groenewegen | Joey van Rhee    | Daan Soete      | Quick-Step        |
| Eindstanden | Eindstanden       | José Gonçalves      | Dylan Groenewegen | Joey van Rhee    | Daan Soete      | Quick-Step        |